# Ваньянь Уцимай
Ваньянь Уцимай (кит. трад. 完顏吳乞買), китайское имя Ваньянь Шэн (кит. трад. 完颜晟) — второй император чжурчжэньской империи Цзинь. Девиз правления — «Тяньхуэй» (天會).
Ваньянь Уцимай стал главой империи после того, как в 1123 году скончался его старший брат Ваньянь Агуда, основатель империи. Он продолжил уничтожение империи Ляо, а захваченных мастеровых людей стал переселять в район своей ставки, где был заложен город Хуэйнинфу. В 1125 году был захвачен последний император Ляо — Тяньцзо-ди — которого поселили на востоке Маньчжурии (в районе современного Хуньчуня).
Из-за претензий на Шестнадцать округов тут же началась война чжурчжэней против своих бывших союзников — китайской империи Сун. Цзиньские войска взяли сунскую столицу Бяньцзинь и пленили императоров.
В старости Уцимай изменил традиционные чжурчжэньские правила престолонаследия, в соответствии с которыми главенство в роду переходило от старшего брата к младшему, и постановил, что его преемником на посту императора станет внук Агуды — Ваньянь Хэла.